# 独石沟乡
独石沟乡，是中华人民共和国河北省承德市宽城满族自治县下辖的一个乡镇级行政单位。

## 行政区划
独石沟乡下辖以下地区：
燕子峪村、贾家安村、西安峪村、兰旗地村、小河口村和车厂沟村。